# Краснозвёздовский сельсовет
Краснозвёздовский сельсовет — административная единица на территории Клецкого района Минской области Белоруссии. Административный центр — агрогородок Яновичи.

## Географическое положение
Краснозвёздовский сельсовет расположен в центральной части Клецкого района.

## История
- До 1939 года деревня Красная Звезда входила в состав Несвижского повета Новогрудского воеводства Польши.
- 1939—1975 — Бабаевичский сельсовет, административный центр — деревня Бабаевичи.
- 1975—1984 — Яновичский сельсовет, административный центр — деревня Яновичи.
- 1984—2008 — Краснозвездовский сельсовет, административный центр — деревня Красная Звезда.
- С 2008 года — по настоящее время — Краснозвёздовский сельсовет, административный центр — агрогородок Яновичи.

21 января 2004 года в состав Краснозвёздовского сельсовета из Тучанского сельсовета переданы населённые пункты Яновичи и Стралково. 
28 декабря 2007 года в границы Яновичи включена деревня Стралково.
28 июня 2013 года в состав Краснозвёздовского сельсовета включены населённые пункты Доморацкие, Загорное, Заполье, Нагорное, Рубеж упразднённого Нагорновского сельсовета и населённые пункты Головачи, Гурновщина, Летешин, Кореневщина, Матуши, Рассветная Зубковского сельсовета.

## Состав
Краснозвёздовский сельсовет включает 18 населённых пунктов:
- Бабаевичи — деревня.
- Доморацкие — деревня.
- Головачи — деревня.
- Гурновщина — деревня.
- Загорное — деревня.
- Заполье — деревня.
- Зерновая — деревня.
- Каплановичи — деревня.
- Кореневщина — деревня.
- Красная Звезда — деревня.
- Летешин — деревня.
- Матуши — деревня.
- Нагорное — агрогородок.
- Рассветная — деревня.
- Рубеж — деревня.
- Цеперка — деревня.
- Цепра — деревня.
- Яновичи — агрогородок.

Упразднённые населённые пункты на территории сельсовета:
- Стралково — деревня[2].

## Производственная сфера
- Республиканское унитарное сельскохозяйственное предприятие «Племенной завод Красная Звезда»
- ДУП «Клецкий автотехсервис» «УП Автопромторгагросервис»
- Котельная КУП «Клецкое ЖКХ»

## Социально-культурная сфера
На территории сельского Совета имеются 2 средние школы, детский сад.
Медицинское обслуживание: Яновичская врачебная амбулатория, Краснозвездовский ФАП, Цеперский ФАП
Культура: Яновичский и Краснозвездовский Дома культуры, Яновичская и Бабаевичская сельские библиотеки

## Достопримечательности
Визитной карточкой Яновичского СДК является народный ансамбль народной песни «Весялуха», вокальные ансамбли «Янавіцкія песняры» и «Камертон», ансамбль народной песни «Вечарынка».

## Памятники
На территории сельсовета находятся:
- Воинские и невоинские захоронения, погибших в Великую Отечественную войну
- Памятники архитектуры: Усадьба «Яновичи», «Радзивиллимонты»
- Памятник археологии — курганное захоронение в деревне Каплановичи
- Памятник природы республиканского значения «Парк Радзивиллимонты»